# 生死訟
《生死訟》（英語：The Intangible Truth），是香港無綫電視1994年拍攝的電視連續劇，編審及監製為曾謹昌，由郭晉安、方中信及關詠荷領銜主演。該劇於1994年6月6日在翡翠台首播，宣傳口號是「六月六日斷腸時」，取自1956年上映的美國電影《D-Day the Sixth of June》的中文譯名，不過亦有人指是暗喻六四事件。由於此劇涉及中國內地的冤獄及司法不公，劇情太過悲苦而不受觀眾歡迎，成為1994年無綫電視最低收視的黃金時段電視劇，亦是TVB歷來第三低收視劇集，僅次於2021年的《刑偵日記》及2022年的《雙生陌生人》。此劇亦因為收視極低而被删減5集至20集。此後，此劇極少在無線電視重播。2013年7月及2016年，該劇在TVB經典台重播。

## 故事大綱
馬錦超 ( 羅樂林飾 ) 與妻陳卿玉 ( 蘇杏璇飾 ) 育有長女馬潔 ( 鄧萃雯飾 )、次子馬海 ( 郭晉安飾 ) 及三女馬泳，但馬錦超後來另有娶富家女林伊媚 ( 陳曼娜飾 )，並育有兩子馬洋 ( 方中信飾 ) 及馬江 ( 吳啟明飾 )。馬錦超另娶後對陳卿玉一家不聞不問，而陳卿玉生性懦弱，雖丈夫有外遇多年仍維持婚姻，並經常被林伊媚三母子欺負。馬海則對父親所為極之痛恨。
馬錦超生意每況愈下，因一時貪念，竟喪盡天良地趁與陳卿玉一家一同回內地探親，暗藏毒品在他們三人行李內偷運出境，最後事敗，馬潔人贓並獲被逮捕，而之後陳卿玉亦被牽涉入馬錦超所幹的縱火殺人案。
終於，經過內地法庭粗疏的審判，馬潔被判死刑並解赴刑場鎗斃，而陳卿玉亦被判死緩（後改判終身監禁），而馬泳亦在此時因病離世。沒有被牽連的馬海，悲慟之餘，決要替姊雪冤，還母自由，展開連場輸贏難定的生死訟！
突然變得孤苦無依的馬海，得青梅竹馬的鄰居好友葉蔚 ( 關詠荷飾 ) 及其同父異母的妹妹葉螢影 ( 張延飾 ) 支持和幫助。後來馬海與葉螢影墮入愛河，此事刺激了一直暗戀馬海的葉蔚，一時衝動投向馬洋懷抱，結果種下日後連串悲劇......

## 演員表

### 馬家
| 演員   | 角色     | 暱稱／關係 |
| 羅樂林 | 馬錦超   | 本劇終極大反派 為人自私自利 馬潔、馬海、馬泳、馬洋、馬江之父 馬陳卿玉之夫，遇到問題便會利用馬陳卿玉 林伊媚之夫，十分畏懼其 利用馬陳卿玉一家運毒，後因运毒事件败露而杀死林家佑 于第25集处以死刑，即時行刑 |
| 蘇杏璇 | 馬陳卿玉 | 馬潔、馬海、馬泳之母 馬錦超之妻 于第16集被馬錦超陷害杀死林家佑，判以死緩，後改判终生监禁 于第23集企圖自殺未成 于第25集上诉成功，无罪释放                                                                 |
| 陳曼娜 | 林伊媚   | 林家佑之姐 馬錦超之妻 馬洋、馬江之母 时常针对馬陳卿玉 于第25集自杀身亡 |
| 鄧萃雯 | 馬 潔    | 以卖菜为生养活全家 馬錦超、陳卿玉之长女 馬海、馬泳之姐 馬洋、馬江同父异母之姐 于第7集被马锦超陷害而遭拘捕 于第13集被判販毒罪成，处以死刑身亡                                                             |
| 方中信 | 馬 洋    | 表面為人和善實為十分奸詐 馬錦超、林伊媚之长子 馬江之兄 馬潔同父异母之弟 馬海、馬泳同父异母之兄 叶蔚之夫 于第25集入狱7年                                                                                  |
| 郭晉安 | 馬 海    | 馬錦超、陳卿玉之子 馬潔之弟 馬泳之兄 馬洋同父异母之弟 馬江同父异母之兄 馬承志之父 葉螢影之夫 葉蔚之好友兼暗恋对象                                                                                        |
| 吳啟明 | 馬 江    | 馬錦超、林伊媚之幼子 馬洋之弟 馬潔、馬海同父异母之弟 馬泳同父异母之兄 于第25集與馬洋意圖殺死阿Q被公安射殺身亡                                                                                            |
| 蔡雲霞 | 馬 泳    | 大学生 馬錦超、陳卿玉之幼女 馬潔、馬海之妹 馬洋、馬江同父异母之妹 于第16集得知其姐枪决和其母惨遭拘捕，激动之下病发身亡                                                                                   |
| 羅業昇 | 馬承志   | 馬海、葉螢影之子 |

### 葉家
| 演員   | 角色   | 暱稱／關係                                                  |
| 黎 宣  | 何 銀  | 葉蔚、葉螢影之祖母                                          |
| 凌禮文 |        | 何銀之子 葉蔚、葉螢影之父                                   |
| 關詠荷 | 葉 蔚  | 暱稱"火柴頭" 葉螢影同父异母之姐 暗恋馬海，亦為好友 馬洋之妻 |
| 張 延  | 葉螢影 | 葉蔚同父异母之妹 馬海之妻 馬承志之母                        |

### 其他主要人物
| 演員   | 角色   | 暱稱／關係                                                             |
| 郭政鴻 | 郭先鋒 | 与馬錦超同流合污 怂恿马锦超贩毒及纵火 于第25集入狱9年                  |
| 林家棟 | 林家佑 | 馬錦超之小舅 林伊媚之弟 馬洋、馬江之舅舅 于第9集被馬錦超杀死后纵火烧尸 |
| 朱咪咪 | 陳玉妹 | 馬陳卿玉之妹 馬潔、馬海、馬泳之姨                                      |
| 廖啟智 | 張志雄 | 鞋铺老板 暱稱"阿屐" 与馬潔互生情愫                                     |
| 秦 煌  | 丁煉鋼 | 内地司法人员                                                           |
| 駱應鈞 | 冯顯平 | 律师 帮助馬海 于第12集出场                                             |

### 其他演員
- 蔡國慶 飾 革/審判長
- 吳列華 飾 芬/書記員
- 博　君 飾 冬/阿　Q
- 鄧汝超 飾 冬
- 陳狄克 飾 鬼王深
- 焦　雄 飾 佳　叔
- 張海勤 飾 滿
- 王維德 飾 平
- 沈寶思 飾 風
- 鄭家生 飾 鴨
- 尹健榮 飾 牛
- 伍文生 飾 馬
- 黎秀英 飾 小販珍
- 黃清榕 飾 護　士
- 凌　漢 飾 看　更
- 徐忠信 飾 立（马洁前男友）
- 黃思雅 飾 咖啡妹
- 羅樹淇 飾 睇相佬
- 陳鳳冰 飾 鳳　婆
- 梁葆貞 飾 小販紅/紅　姑
- 劉文俊 飾 皮蛋仔
- 羅　鴻 飾 威
- 薛純基 飾 公安正
- 何浩源 飾 公安大
- 虞天偉 飾 公安盲
- 麥皓為 飾 局長澤
- 鄺佐輝 飾 副局長源
- 楊瑞麟 飾 副局長翔
- 游　飈 飾 馮　成
- 劉煒全 飾 公　安
- 黃振寧 飾 公　安
- 郭德信 飾 檢察員
- 陳曉芸 飾 女服務員
- 陳勉良 飾 醫　生
- 譚一清 飾 審判員地
- 梁潔芳 飾 審判員英
- 黃天鐸 飾 審判員雄
- 黃詩雅 飾 女書記
- 郭城俊 飾 公　安/武　警
- 王偉樑 飾 公　安
- 曾令茵 飾 公　安
- 羅　維 飾 法　警
- 唐葳娜 飾 法　警
- 飾 Q　妻
- 劉　江 飾 王尚東
- 劉桂芳 飾 東老婆
- 陳中堅 飾 審判長華
- 羅國維 飾 審判員堯
- 方　傑 飾 審判員舜
- 曾令茵 飾 武　警
- 曹　濟 飾 檢察員
- 左詩蓓 飾 阿　儀
- 鄧梓峰 飾 程校長
- 黃成想 飾 李　同
- 謝文軒 飾 火星仔
- 陳月茹 飾 火星母
- 鄧煜榮 飾 儀　父

## 反響
- 由於劇情涉及內地司法不公，內容悲慘格調灰暗，不合主要家庭觀眾的口味，導致在1994年首播時平均收視僅得20點。以當時無綫的收視來講絕對是偏低的收視點。
- 此劇亦導致郭晉安當時的演藝事業也受拖累跌落谷底。同時，與經紀公司的合約問題卻使得他無法正常接受工作，只得被迫到內地及台灣拍戲賺錢。直至2014年，郭晉安憑藉《忠奸人》第三度封為“視帝”以後，無綫電視在特備節目《王者駕到》介紹其演藝事業時，提及此劇是其代表作之一[1]。
- 雖然該劇收視偏低，但劇中插曲《祇有你不知道》卻成為張學友其中一首金曲，更是其在1994年其中一首四台冠軍歌。